# Brixia bella
Brixia bella är en insektsart som beskrevs av Van Stalle 1984. Brixia bella ingår i släktet Brixia och familjen kilstritar. Inga underarter finns listade i Catalogue of Life.